# 富尔诺丹
富尔诺丹（法語：Fournaudin，法語發音：[fuʁnodɛ̃]）是法国勃艮第-弗朗什-孔泰大区约讷省的一个市镇，属于桑斯区。

## 地理
富尔诺丹（48°9'12"N, 3°38'25"E）面积9.16 平方千米，位于法国勃艮第-弗朗什-孔泰大區约讷省，该省份为法国中北部内陆省份，西接卢瓦雷省，西北接塞纳-马恩省，南至涅夫勒省，东临科多尔省，东北与奥布省接壤。
与富尔诺丹接壤的市镇（或旧市镇、城区）包括：贝吕勒、沃尼济、阿尔斯-迪洛、奥特地区伯尔、塞里伊、库卢尔。

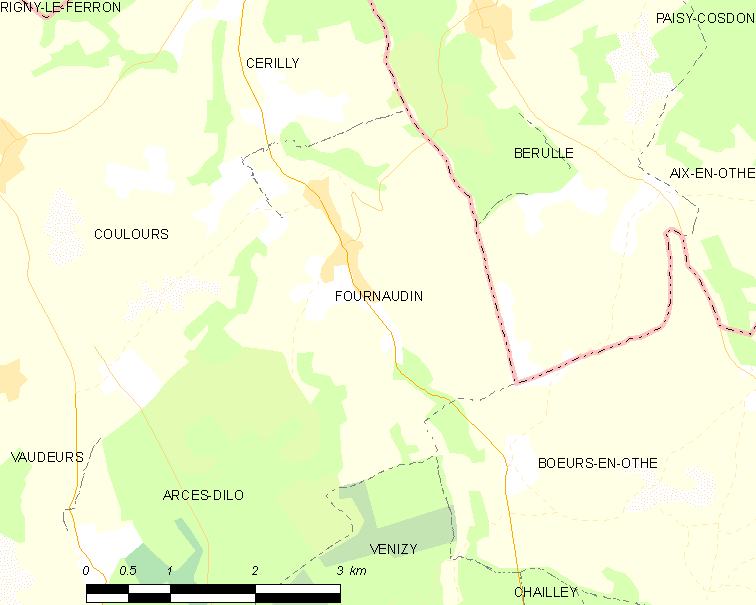
富尔诺丹的OSM定位图

富尔诺丹的时区为UTC+01:00、UTC+02:00（夏令时）。

## 行政
富尔诺丹的邮政编码为89320，INSEE市镇编码为89181。

## 政治
富尔诺丹所属的省级选区为阿尔芒松河畔布列农县。

## 人口

1962-2008年间富尔诺丹人口变化图示

富尔诺丹于2022年1月1日时的人口数量为130人。